# Léon Naveau
Pour les articles homonymes, voir Naveau.
Léon Charles Naveau, né le 8 janvier 1845 à Hollogne-sur-Geer et décédé le 4 juin 1923 à Liège fut un homme politique libéral belge.
Naveau fut avocat et industriel. 
Élu conseiller provincial de la province de Liège et sénateur de l'arrondissement de Huy-Waremme dès 1901 comme suppléant de Gustave de Lhoneux d'Ahin.

## Sources
- Liberaal Archief